# Ludwig von Schlabrendorff (General)
Ludwig Ferdinand Philipp von Schlabrendorff (* 24. Oktober 1808 in Prenzlau; † 28. November 1879 in Wünsdorf) war ein preußischer Generalmajor und Kommandeur der 7. Infanterie-Brigade.

## Leben

### Herkunft
Ludwig war ein Sohn des preußischen Hauptmanns August von Schlabrendorff (1772–1850) und dessen Ehefrau Wilhelmine, geborene von Bentivegni (1783–1831).

### Militärkarriere
Nach dem Besuch der Kadettenhäuser in Kulm und Berlin wurde Schlabrendorff am 5. April 1826 als Portepeefähnrich dem Kaiser Franz Garde-Grenadier-Regiment der Preußischen Armee überwiesen. Er avancierte Mitte Dezember 1827 zum aggregierten Sekondeleutnant und wurde Mitte März 1830 einrangiert. Vom 4. März 1835 bis zum 9. Juni 1842 war er als Adjutant des II. Bataillons eingesetzt. Er wurde am 13. April 1844 zum Premierleutnant befördert und kam am 5. April 1847 als Kompanieführer in das kombinierte Garde-Reserve-Bataillon. Im Feldzug gegen Dänemark kämpfte er bei Schleswig, wurde am 13. Mai 1848 zum Hauptmann befördert und kam als Kompaniechef zurück in das Kaiser Franz Grenadier-Regiment. Am 14. November 1854 wurde er unter Beförderung zum Major als zweiter Kommandeur des I. Bataillons im 1. Garde-Landwehr-Regiment nach Königsberg versetzt. Daran schloss sich am 27. März 1858 eine Verwendung als Bataillonskommandeur im 1. Infanterie-Regiment an und in dieser Eigenschaft stieg er Ende Mai 1859 zum Oberstleutnant auf. Am 8. Mai 1860 kommandierte man Schlabrendorff mit der Führung des 3. kombinierten Infanterie-Regiments, aus dem sich zum 1. Juli 1860 das 6. Ostpreußische Infanterie-Regiment Nr. 43 formierte.
Schlabrendorff erhielt das Kommando über das Regiment, stieg am 18. Oktober 1861 zum Oberst und wurde am 18. April 1867 unter Stellung à la suite zum Kommandeur der 7. Infanterie-Brigade in Bromberg ernannt. Als Generalmajor führte er seine Brigade 1866 im Krieg gegen Österreich in den Schlachten bei Gitschin und Schlacht bei Königgrätz. Für sein Wirken erhielt er den Roten Adlerorden II. Klasse mit Eichenlaub und Schwertern, bevor er am 13. Oktober 1866 mit Pension zur Disposition gestellt wurde. Er starb am 28. November 1879 in Wünsdorf und fand seine letzte Ruhe am 3. Dezember 1879 auf dem Friedhof in der Hasenheide.

### Familie
Er heiratete am 19. April 1836 in Berlin-Pankow Karoline von Seel (1815–1866), eine Tochter des Majors Friedrich Wilhelm von Seel. Das Paar hatte mehrere Kinder:
- Leopold (1837–1863), preußischer Premierleutnant
- Anna Luise Karoline Wilhelmine (*/† 1838)
- Bogislav (* 1839), preußischer Oberst
- Alfred (1842–1870), gefallen als Premierleutnant bei St. Privat
- Ottilie Karoline Philippine (1845–1866)